# Eriosorus orbignyanus
Eriosorus orbignyanus là một loài thực vật có mạch trong họ Adiantaceae. Loài này được (Mett. ex Kuhn) A.F. Tryon miêu tả khoa học đầu tiên năm 1963.